# Gomba
Gomba é um município da Hungria, situado no condado de Peste. Tem 39,71 km² de área e sua população em 2015 foi estimada em 3.029 habitantes.